# Midford Castle

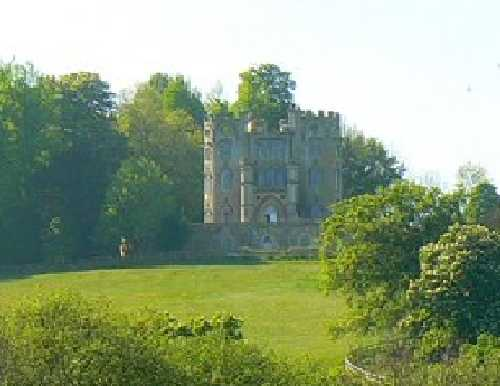
Midford Castle

Midford Castle ist eine Folly im Dorf Midford, 5 km südlich von Bath in der englischen Grafschaft Somerset.
Die Burg im mittelalterlichen Stil ließ Henry Disney Roebuck nach Plänen des Architekten John Carter 1775 in Form eines Kreuzsymbols von Spielkarten (♣) erbauen. Ein Artikel in einem Magazin von 1899 postulierte, dass Roebuck die Folly in Form eines Spielkartenkreuzes bauen ließ, weil er das Geld hierfür bei einem Kartenspiel gewonnen hatte. Dies ist aber unwahrscheinlich, weil die Vorhalle, die den Stamm des Kreuzes darstellt, erst später angefügt wurde. Wahrscheinlicher ist es, dass er die Form aus einem Artikel im Builder's Magazine von 1774 hatte. Das Haus hat einen Grundriss in Form eines dreiblättrigen Kleeblattes, das drei halbrunde Türme bilden, die in gotischem Stil zusammengefügt sind. Das Gebäude wurde von English Heritage als historisches Bauwerk I. Grades gelistet.
1810 kaufte die Burg einer der Conollys aus Castletown House im irischen County Kildare, der die Vorhalle anbauen und die Stallungen und die Kapelle in der Nähe errichten ließ, die heute „Priorei“ genannt werden. Letztere verfielen, nachdem der letzte Conolly das Haus 1901 verkauft hatte.
Bald nach 1810 wurde Kingham Field, ein Teil des Anwesens, als Steinbruch, ähnlich den nahegelegenen Combe Down and Bathampton Down Mines betrieben. William Smith, der als „Vater der englischen Geologie“ bekannt wurde, schlug vor, die Steine mit einer Eisenbahn hinunter nach Tucking Mill zu transportieren, wo sie mit Maschinen gesägt und dann auf Kanalbarken verladen und über den Somerset Coal Canal und den Kennet-und-Avon-Kanal nach Bath und London transportiert würden. Im April 1814 verpfändete Smith den Rest des Anwesens an Charles Conolly, der dann die Eisenbahn kontrollierte und sie vermutlich bis zur Vinegar-Down-Steinbruch verlängern ließ. Das System funktionierte nicht und 1819 ließ Conolly Smith wegen Schulden im King's-Bench-Gefängnis einsperren und übernahm die Sägemühle und Smiths Haus in Tucking Mill.
Michael Briggs und seine Gattin Isabel (besser bekannt unter ihrem Pseudonym Isabel Colegate) kauften Midford Castle 1961. Sie ließen umfangreiche Renovierungsarbeiten durchführen, bei denen u. a. die Kapelle in einen Garten als pittoreske Ruine integriert wurde.
Im Juli 2007 wurde die Burg für £ 5 Mio. an den Schauspieler Nicolas Cage verkauft. Cage verkaufte die Burg 2009 weiter.